# La Rochelle-i csata (1372)
A La Rochelle-i tengeri csatát a százéves háború során, 1372. június 22–23-án vívták az angolok a kasztíliai flotta ellen, amely a La Rochelle-t ostromló francia csapatok szövetségében vonult fel. A csata a kasztíliai és a francia erők győzelmével végződött.

## Előzmények
1372-ben a százéves háború második nagyobb szakasza zajlott, amelyben a franciák visszavették a kezdeményezést az angoloktól, és megkezdték ellenségük kiűzését a kontinensről. V. Károly francia király hadvezére, Bertrand du Guesclin új taktikával harcolt az angolok ellenː kerülte a nyílt ütközeteket, ezek helyett rajtaütéseket vezetett és előszeretettel támadta az elszigetelt városokat. Folyamatosan zaklatta az angol kommunikációs vonalakat és a zsákmánnyal megrakott szekérkaravánokat, valamint elfoglalta a kis létszámú helyőrségeket. Az állandó fenyegetés felőrölte az angol hadsereg amúgy sem magas morálját.
1370. december 4-én Bertrand du Guesclin fontos csatát nyert Pontvallainnál. A menekülő angolokat az általuk tartott Bressuire-ig üldözte, de a város védői, tartva a franciáktól, bezárták a kapukat saját bajtársaik előtt. A franciák így a városfal előtt gyilkolták le őket. Guesclin felkelésre biztatta Aquitania lakosait, és a városlakóknak azt tanácsolta, zárkózzanak be a falak mögé, és várják ki, amíg az angolok elhagyják a vidéket. 1371 januárjában a Fekete Herceg betegsége miatt visszatért Angliába, ahol egy év múlva lemondott Aquitania hercegi címéről.

## A csata
1372 áprilisában John Hastingst, Pembroke grófját kinevezték az aquitaniai angol sereg parancsnokának, a La Manche túloldalán pedig a franciák megkezdték La Rochelle ostromát. Pembroke június 10-én mintegy húsz hajóval indult Franciaországba Southamptonból, hogy felmentse a várost. A hajók többsége kicsi teherszállító volt, de három nagyobb egység kísérte őket. Pembroke-kal 224 lovag, 55 fegyvernök és 80 íjász utazott. A gróf 12 ezer fontot vitt magával aranyban és ezüstben, hogy háromezer katonát fizessen és továbbiakkal kössön szerződést.
Az angol flotta június 22-én érkezett La Rochelle-hez, ahol azonban kasztíliai hajók járőröztek. A kasztíliai flotta negyven nagyobb gályából és 13 bárkából állt. A beszámolók eltérnek arról, hogy miként folyt le a csata. Az első nap valószínűleg csak kisebb összetűzések voltak az est leszállta miatt. Hajnalban az angol hajók az apály miatt megrekedtek, míg az alacsonyabb merülésű gályák mozgásképesek maradtak. A kasztíliaiak égő nyilakkal és olvasztott zsírral, olajjal töltött fazekakkal felgyújtották az angol hajók többségét. A gróf hajóját négy gálya vette körbe, és heves harc után elfoglalta. Pembroke grófja fogságba esett. A csata után a La Rochelle-iek legyűrték a város angol helyőrségét.